# Жураковский, Яков Михайлович
Яков Михайлович Жураковский (укр. Яків Михайлович Жураківський ; (? — 1704) — украинский военный деятель, нежинский полковник Войска Запорожского (1678—1685).
Из украинской шляхты герба Сас. Представитель казацкого старшинского рода Жураковских. Его отец Михайло Жураковский был Сосницким сотником Черниговского полка. 
При гетмане Иване Мазепе Яков Жураковский был глуховским сотником в 1669, 1672, 1675 годах.
В 1677 году во время нашествия турецко-татарских войск на Украину участвовал в обороне Чигирина.
Впоследствии в 1678 году стал Нежинским полковником. На этой должности он находился до 1685. В 1687 году был избран знатным военным товарищем.
Его сын Василий был украинским генеральным есаулом (1710—1724), другой сын Лукьян — наказным нежинским полковником в 1701–1718 годах.